# 阿尔及利亚与大规模杀伤性武器
阿尔及利亚与大规模杀伤性武器是指阿爾及利亞境內的大规模杀伤性武器研發狀況。1991年，美国政府宣称其发现阿尔及利亚当局涉嫌建造核反应堆。华盛顿时报报道称，阿尔及利亚正在中华人民共和国政府的帮助下发展核武器。阿尔及利亚政府承认其正在建造一座核反应堆，但该反应堆不会用于军事目的。中国与阿尔及利亚于1983年达成秘密协议，中国将协助阿尔及利亚建设核反应堆。
1991年11月，迫于国际压力，阿尔及利亚将该反应堆置于国际原子能机构的监督之下。 阿尔及利亚于1995年1月签署了核不擴散條約，并批准了禁止化学武器公约。2001年8月，該國加入了禁止化学武器公约，2017年9月20日該國签署了禁止核武器条约，但截至2022年8月尚未批准该条约。